# Hesperornis
Hesperornis (gr. Au de l'oest) és un gènere d'aus marines que visqueren en el Cretaci Superior, entre el Santoniano i el Campaniano, fa uns 89-65 milions d'anys. Va ser descobert en la Guerra dels ossos al segle xix per Othniel Charles Marsh. Va viure a Amèrica del Nord, des de Kansas fins al Canadà, en un mar interior que cobria part d'Amèrica del Nord.

## Descripció
Eren aus grans, de fins a 2 metres de longitud. Es caracteritzaven per l'absència d'ales i per la presència d'un llarg coll i grans potes. Possiblement els dits anessin palmeados.